# Volkmar Koller
Volkmar Koller war ein Amtmann des sächsischen Amtes Eckartsberga und Besitzer des Schlosses Steinburg.
Koller stammte aus dem thüringischen Adelsgeschlecht Koller und war der Bruder von Hans Koller auf Bucha. Im Sommer 1493 übernahm er den Posten des Amtmanns von Eckartsberga für ein Jahresgehalt von 30 Gulden von seinem Vorgänger Cunz Rudolf. Seine Bitte um Entlassung aus der Funktion des Amtmannes genehmigte, wenn auch ungern, Herzog Georg von Sachsen am 11. November 1512 für den Schluss des Rechnungsjahres, den 1. Mai 1513.
Sein Sohn Jacob Koller, Ritter auf Steinburg und Bucha, verlor am 3. August 1514 oder 1515 sein Leben bei der Eroberung der Festung Tham in Friesland. Wolf Koller war ebenfalls ein Sohn von ihm. Dieser übernahm die väterlichen Besitzungen nach dessen Tod.